# Błogosławieństwo ognia

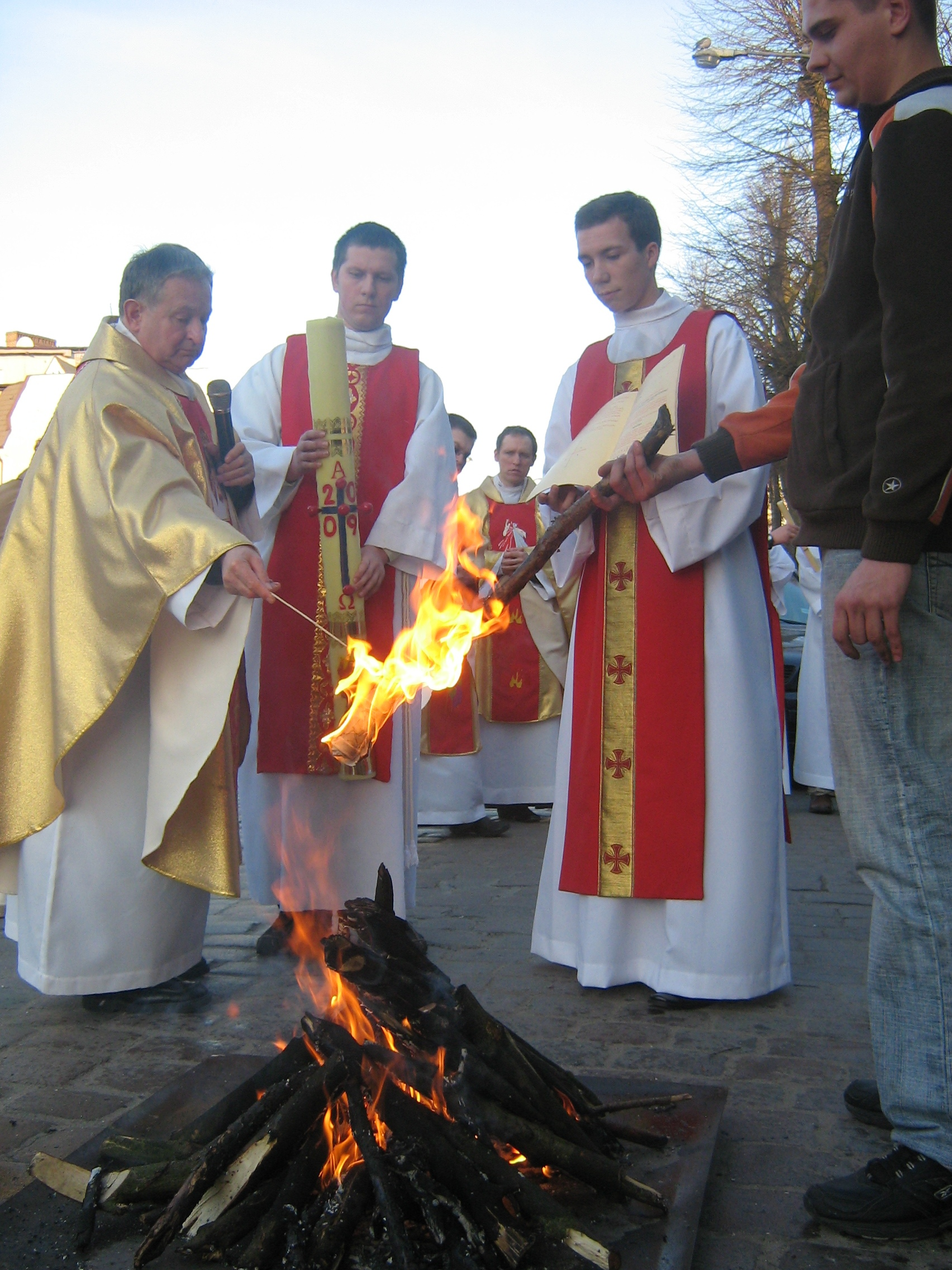
Tradycyjne święcenie ognia w Wielką Sobotę przed kościołem Chrystusa Króla w Świnoujściu

Błogosławieństwo ognia (łac. Benedictio ignis) –  jedna z tradycyjnych ceremonii liturgicznych w kościele katolickim, stanowiąca część Wigilii Paschalnej. Jest pierwszym elementem tzw. Liturgii Światła (łac. Lucernarium) w skład której wchodzą kolejno:
1. Błogosławieństwo ognia,
2. Przygotowanie i zapalenie Paschału,
3. Procesja światła,
4. Orędzie paschalne.

Obrzęd ten rozpoczyna najważniejszą celebrację w całym roku liturgicznym – uroczystość Zmartwychwstania Chrystusa.

## Przebieg i znaczenie obrzędu
Przed rozpoczęciem liturgii, zwykle poza kościołem, rozpala się ognisko. Kapłan, w asyście wiernych, dokonuje poświęcenia nowego ognia. Obrzęd ten symbolizuje nowe życie i zwycięstwo światła nad ciemnością, życia nad śmiercią.
Po nim następuje zapalenie paschału: Od poświęconego ognia zapala się paschał, czyli dużą świecę symbolizującą Chrystusa jako „Światłość świata” (J 8,12).
Po zapaleniu paschału wierni wchodzą w procesji do ciemnego kościoła, a od paschału zapalają własne świece. Rozprzestrzenianie się światła symbolizuje zmartwychwstanie i rozchodzenie się orędzia o zbawieniu.

## Historyczne tło
Święcenie ognia wywodzi się ze starożytnych rytuałów paschalnych praktykowanych już w pierwszych wiekach chrześcijaństwa. Zwyczaj ten nawiązywał do praktyki zapalania lampy oliwnej lub ognia w noc zmartwychwstania. W średniowieczu rozwinęła się pełniejsza forma liturgii, która obejmowała zarówno poświęcenie ognia, jak i rozbudowany obrzęd światła oraz śpiew Exsultetu — uroczystego hymnu na cześć Zmartwychwstałego.